# Еинар Герхардсен
Еинар Хенри Герхардсен (10. мај 1897. Аскер – 19. септембар 1987. Осло) је био норвешки политичар из Лабуристичке партије Норвешке. Он је био премијер Норвешке у три периода, од 1945–1951. године, 1955–1963. године, 1963–1965. године. Укупно је провео 17 година на челу норвешке државе, и због тога је норвешки премијер који је најдуже био на власти у историји земље. Добио је надимак Отац нације (норв. landsfaderen). Један је од главних актера реконструкције Норвешке након Другог светског рата. Такође је био председник Нордијског савета министара 1954. године.

## Биографија

### Рани живот
Еинар Герхардсен је рођен у Аскеру, у округу Акерсхус, као син Герхарда Олсена (1867-1949.) и Еме Хансен (1872-1949.). Отац је био запослен у Администрацији јавних путева, и био шеф комитета синдиката. Карл Јергенсен, лидер синдиката је често долазио Герхардсеновој породици током његовог детињства, и понекад би певали „Интернционалу” и песму „Победа прати наше заставе” (норв. Seieren følger våre faner).
Герхардсен се венчао са Верном Јулие Курен Кристи(1912-1970.). Имали су троје деце, два дечака и једну девојчицу. Девојчица се звала Тургун Герхардсен, а дечаци Трулс Герхардсен и Руне Герхардсен. Такође је имао брата, Ролфа Герхардсена, који је био новинар и политичар, и са којим је радио током читавог живота. И пре него што је напунио осамнаест година, Герхардсен је присуствовао састанцима омладинског огранка Лабуристичке партије Норвешке. Током Финског грађанског рата, 1918. године, Герхардсен се одрекао чланства у Норвешкој цркви, након што је Црква стала на страну „Белих”, а не „Црвених” (који су били социјалисти)

### Каснији период у животу
Попут оца, Герхардсен је прво радио као грађевински радник на путевима. Постао је политички активан током двадесетих година двадесетог века, у оквиру социјалистичког покрета. 1924. године је био део бојкота обавезног војног рока, који је организовала организација Левокомунистичка омладина (норв. Venstrekommunistisk Ungdomsfylking) и био осуђен на 75 дана затвора.
Од средине тридесетих година двадесетог века, Лабуристичка партија је постала једна од главних сила на норвешкој политичкој сцени - дошли су на власт и оформили владу премијера Јохана Нигордсволда од 1935. године све до немачке инвазије Норвешке 1940. године. Герхардсен је ушао у градско веће Осла 1932. године, и постао заменик градоначелника 1938. године.
Након немачке инвазије, Герхардсен је постао привремени лидер Лабуристичке партије, након што је Оскар Торп побегао у Енглеску заједно са остатком Нигордсволдовог кабинета. 15. августа 1940. године Герхардсен је постао градоначелник Осла, али је убрзо након тога био приморан од стране Немачке, да да оставку. Септембра исте године, забрањене су све политичке партије.
Током Другог светског рата, Герхардсен је учествовао у организовању отпора против окупације, и ухапшен је 11. септембра 1941. године. Послат је у концентрациони логор Грини, али је убрзо пребачен из њега због сумње да је организовао отпор иза решетака. Герхардсена је мучио Гестапо, како би разоткрио побуњенике, али је он одбио да да било какве информације. До краја рата је био интерниран у разним логорима.
Након рата, Герхардсен је формирао привремену владу која је била на власти од завршетка окупације маја 1945. године све до парламентарних избора у октобру исте године. Лабуристичка партија је освојила већину гласова и места у норвешком парламенту, и ту већину је одржала све до 1961. године. Герхардсен је био на позицији председника парламента од 10. јануара 1954. године до 22. јануара 1955. године.

### Период политичке моћи
Герхардсен је уживао велико поштовање од стране политичких истомишљеника, али и људи са друге стране политичке ограде. Током свог периода на врху државе, сиромаштво и незапосленост су успешно смањени уз помоћ повећаних пореза и индустријализације.
Што се тиче спољне политике, након дугог периода расправа у партији, Норвешка је стала на страну западних сила и постала једна од држава оснивача НАТО-а. Документи из 1958. године су испливали на видело и они су открили да је Герхардсенова влада знала да ће Израел почети са развијањем нуклеарног оружја.
Новембра 1962. године се десила несрећа у којој је погинуо двадесет и један рудар у Кингс Беј руднику угља на Свалбарду. Ова несрећа је имала негативне последице за Герхардсенову владу, пошто су их општужили да су имплицитно криви за њихову смрт, пошто се норвешка влада није придржавала закона донетих од стране парламента.
Герхардсен се повукао из политике 1969. године.

### Смрт
1987. године је преминуо природном смрћу, у својој деведесетој години.